# Campeonato de Primera Fuerza de la FMF/Liga Mayor
El Campeonato de Primera Fuerza de la FMF fue un torneo de liga del balompié mexicano surgido de la fusión de las antagónicas Liga Mexicana (fundada en 1902) y la separatista Liga Nacional (fundada en 1920). Fundada a partir del formación del primer organismo rector y formal del fútbol en México, la Federación Mexicana de Fútbol creada en agosto de 1922. Renombrada como Liga Mayor a partir de 1931 luego de la suspensión del torneo anterior.

## Historia

### Origen
En el año de 1919 se produjo una escisión en la Liga Mexicana, poco antes del inicio de la temporada. Los clubes España y España de Veracruz, solidarizados con la expulsión del club Tigres, se retiraron de la Liga y fundaron el 9 de febrero su propio circuito denominado Liga Nacional. Como dicha idea no prosperó, los albinegros programaron una serie de encuentros amistosos para mantenerse en activo, ante rivales tan diversos como el España de Orizaba al que golearon 9-0 el 20 de octubre de 1919, o sus triunfos 4-0 y 2-0 sobre Tigres, 2-0 sobre el Río Blanco y las conquistas de la Copa Alfonso XIII en una serie de tres partidos sobre el Reforma y de la Copa Elche en dos juegos sobre el Asturias.
El poder e influencia del cuadro hispano era tal, que la prensa de la época optaba por cubrir sus espacios deportivos con dichos encuentros. La injerencia del España sobre los medios, propicio que pocas noticias se publicaran sobre la Liga Mexicana, de la cual únicamente se sabe que el Pachuca se alzó con el trofeo y que la Copa Tower fue suspendida antes de su finalización.
La separación de ambas ligas se concretó en la temporada 1920-21; la Liga Nacional incluyó a América, España, Luz y Fuerza, Amicale y el Reforma. En tanto que la Liga Mexicana contó con la participación de Asturias, Internacional, México, Morelos y el Germania. Inmediatamente después de la fundación de la primera Federación Mexicana de Fútbol, se unieron los clubes que pelearon por espacio de dos años para formar una sola competencia en agosto de 1922, la que llamaron Campeonato de Primera Fuerza de la FMF. Es decir, ambos torneos se unificaron y nació el antecedente directo de la actual Primera División. Sería esta liga, cuyos miembros impulsaron la creación de la primera Selección nacional (que disputaría las primeras competencias oficiales en el extranjero del balompié mexicano) y también de la Federación.

### La primera dinastía mexicana: El Club América

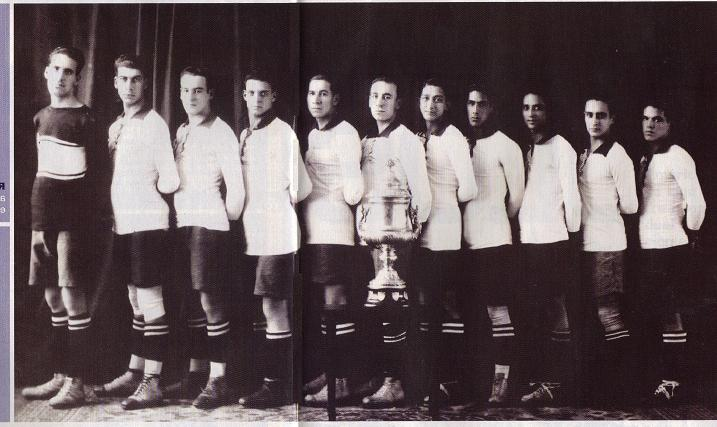
Plantel del Club América que consiguió el Campeonato de Liga en la temporada 1924-25.

La primera dinastía de la nueva liga sería la establecida por el Club América al proclamarse tetracampeón entre 1924-28, adjudicándose en ese periodo la Copa Challenger, trofeo honorífico entregado al equipo que obtuviese tres títulos consecutivos. La principal característica de dicha hegemonía americanista, es que se trató de la primera conseguida por un club integrado en su mayoría por mexicanos. Con lo cual rompió el predominio ejercido en las primeras dos décadas del siglo por clubes con planteles en su mayoría de ingleses o españoles de la antigua Liga Mexicana. De tal manera que incluso este equipo sirvió de base para la primera selección nacional mexicana que en 1923 hizo su debut en duelo amistoso ante Guatemala.

### Re-fundación como Liga Mayor
En la temporada 1930-31, el torneo fue suspendido luego de 2 jornadas, cuando los clubes Asturias, Atlante, Germania, México y Marte solicitaron permiso para remodelar el Campo Asturias (no confundir con el Parque Asturias, construido hasta 1936) que se encontraba en pésimo estado, para efectuar ahí sus juegos como local; ante el desacuerdo del España, el Necaxa (dueños de sus propios Parques) y el América que los secundo. Esto aunado al conflicto surgido con la Real Federación Española de Fútbol, que había solicitado a la Federación Mexicana de Fútbol inhabilitar al jugador Gaspar Rubio fichado por el España. La situación llegó al grado de la suspensión de estos tres clubes, que infructuosamente trataron de realizar un torneo paralelo; Simplemente la Federacíon decidió suspender el torneo para solucionar definitivamente los problemas administrativos. Tras meses de pugnas, limaron asperezas y se refundó la competición con el nombre Liga Mayor, que organizara dos competencias: la Preferente, compuesta por seis equipos, y la Primera Ordinaria, que fungió como un circuito de ascenso. Esta competencia tuvo durabilidad y fue creciendo hasta agrupar hasta 16 equipos.

### ElCampeonísimodelos Once Hermanos
Conjunto caracterizado por la camaradería entre sus integrantes, el Necaxa ganó a pulso el sobrenombre de los 11 hermanos. Su cercanía con los sectores populares, el fútbol desplegado y la categoría de ídolos, que varios de sus integrantes alcanzaron (en especial Horacio Casarín), le permitieron convertirse en un equipo con mucho apoyo en las tribunas y consecuente popularidad. Obtuvo los títulos de liga de 1932-33, 1934-35, 1936-37 y 1937-38. Así como las Copa México de 1932-33 y 1935-36. Convirtiéndose en el primer equipo en conseguir el doblete Liga y Copa del fútbol mexicano. El Necaxa de la 1934-35 tuvo uno de los mejores desempeños estadísticos de la historia, pues acumuló 27 de 30 puntos en disputa, hilvanó 12 victorias y tuvo un balance goleador de 69 tantos anotados y 25 admitidos, Esto en el marco de una campaña suigeneris en la que se disputaron tres rondas de partidos esto ante el bajo número de participantes (6 equipos).

### Expansión del torneo
En la temporada 1938-39 se presentó la inclusión de un equipo extranjero, cuando llegó al país la Selección Vasca. En 1937, durante la Guerra Civil Española, el primer lehendakari, José Antonio Aguirre, que había sido jugador del Athletic Club, organizó una selección llamada Euzkadi con el fin de lograr fondos en el extranjero para la guerra civil que se desarrollaba en su país. Los vascos que jugaron bajo el nombre de bajo el nombre de Club Deportivo Euzkadi, desarrollaron un férrea competencia contra los ya tradicionales cuadros de base española (España y Asturias) y a pesar de ganar 13 de los 17 partidos que disputaron, quedaron como subcampeones, debajo del cuadro asturiano. Al final de la temporada, el equipo se disolvió y sus jugadores pasaron a integrar las escuadras de la Liga Mayor u otras ligas latinoamericanas.
En 1940-41 se unió a la Liga Mayor la denominada Selección Jalisco, formada por elementos de los equipos Guadalajara, Atlas, Nacional, y Oro. Este equipo ya había jugado una serie de partidos amistosos entre 1926 y 1930, como parte de giras de promoción de la Liga de Occidente, sin embargo en esa temporada se integraron de forma plena como un club más de la Liga Mayor.

## Historial
| Temporada                                                          | Campeón                                                            | Resultado                                                          | Subcampeón                                                         | D.T. Campeón                                                       |
| Campeonato de Primera Fuerza de la Federación Mexicana de Football | Campeonato de Primera Fuerza de la Federación Mexicana de Football | Campeonato de Primera Fuerza de la Federación Mexicana de Football | Campeonato de Primera Fuerza de la Federación Mexicana de Football | Campeonato de Primera Fuerza de la Federación Mexicana de Football |
| ------------------------------------------------------------------ | ------------------------------------------------------------------ | ------------------------------------------------------------------ | ------------------------------------------------------------------ | ------------------------------------------------------------------ |
| 1922-23                                                            | Asturias                                                           |                                                                    | Germania                                                           | Gerald Brown                                                       |
| Campeonato de Primera Fuerza de la Federación Central de Futbol    |                                                                    |                                                                    |                                                                    |                                                                    |
| 1923-24                                                            | España                                                             | 2-1                                                                | América                                                            | Francisco Arias                                                    |
| 1924-25                                                            | América                                                            |                                                                    | Necaxa                                                             | Rafael Garza Gutiérrez                                             |
| 1925-26                                                            | América                                                            | 1-0                                                                | Asturias                                                           | Rafael Garza Gutiérrez                                             |
| 1926-27                                                            | América                                                            |                                                                    | España                                                             | Percy Clifford                                                     |
| Campeonato de Primera Fuerza de la Federación Mexicana de Futbol   |                                                                    |                                                                    |                                                                    |                                                                    |
| 1927-28                                                            | América                                                            |                                                                    | Asturias                                                           | Percy Clifford                                                     |
| 1928-29                                                            | Marte                                                              |                                                                    | España                                                             | Servando Vargas                                                    |
| 1929-30                                                            | España                                                             |                                                                    | América                                                            | Jesza Poszony                                                      |
| 1930-31                                                            | Suspendido                                                         | Suspendido                                                         | Suspendido                                                         | Suspendido                                                         |
| Campeonato Preferente de la Liga Mayor                             |                                                                    |                                                                    |                                                                    |                                                                    |
| 1931-32                                                            | Atlante                                                            | 1-0                                                                | Necaxa                                                             | Miguel Tovar Mariscal                                              |
| 1932-33                                                            | Necaxa                                                             |                                                                    | Atlante                                                            | Alfred C. Crowle                                                   |
| 1933-34                                                            | España                                                             | 2-1                                                                | Asturias                                                           | Jesza Poszony                                                      |
| 1934-35                                                            | Necaxa                                                             |                                                                    | América                                                            | Alfred C. Crowle                                                   |
| 1935-36                                                            | España                                                             |                                                                    | América                                                            | Jesza Poszony                                                      |
| 1936-37                                                            | Necaxa                                                             |                                                                    | Atlante                                                            | Ernesto Pauler                                                     |
| 1937-38                                                            | Necaxa                                                             |                                                                    | Asturias                                                           | Ernesto Pauler                                                     |
| 1938-39                                                            | Asturias                                                           |                                                                    | Euzkadi                                                            | José Ramón Ballina                                                 |
| 1939-40                                                            | España                                                             |                                                                    | Necaxa                                                             | Ramón Torralba                                                     |
| 1940-41                                                            | Atlante                                                            |                                                                    | Selección Jalisco                                                  | Luis Grocz                                                         |
| 1941-42                                                            | España                                                             | 5-4                                                                | Atlante                                                            | Nemesio Tamayo                                                     |
| 1942-43                                                            | Marte                                                              |                                                                    | Atlante                                                            | José Gómez                                                         |

### Palmarés
| Club              | Títulos | Subcampeonatos | Años de los títulos                                              | Años de los subcampeonatos         |
| ----------------- | ------- | -------------- | ---------------------------------------------------------------- | ---------------------------------- |
| España            | 6       | 2              | 1923-1924, 1929-1930, 1933-1934, 1935-1936, 1939-1940, 1941-1942 | 1926-27, 1928-29                   |
| América           | 4       | 4              | 1924-25, 1925-26, 1926-27, 1927-28                               | 1923-24, 1929-30, 1934-35, 1935-36 |
| Necaxa            | 4       | 3              | 1932-33, 1934-35, 1936-37, 1937-38                               | 1924-25, 1931-32, 1939-40          |
| Asturias          | 2       | 4              | 1922-23, 1938-1939                                               | 1925-26, 1927-28, 1933-34, 1937-38 |
| Atlante           | 2       | 4              | 1931-1932, 1940-1941                                             | 1932-33, 1936-37, 1941-42, 1942-43 |
| Marte             | 2       | 0              | 1928-1929, 1942-1943                                             |                                    |
| Germania          | 0       | 1              |                                                                  | 1922-1923                          |
| Euzkadi           | 0       | 1              |                                                                  | 1938-39                            |
| Selección Jalisco | 0       | 1              |                                                                  | 1940-41                            |

## Tabla histórica de la fase regular
| Pos. | Equipo                 | PJ  | PG  | PE | PP | GF  | GC  | Dif. | PTS. |
| ---- | ---------------------- | --- | --- | -- | -- | --- | --- | ---- | ---- |
| 1.   | América                | 244 | 118 | 44 | 82 | 586 | 478 | 108  | 280  |
| 2.   | Necaxa                 | 230 | 118 | 40 | 72 | 579 | 415 | 164  | 276  |
| 3.   | España                 | 230 | 114 | 45 | 71 | 551 | 423 | 128  | 273  |
| 4.   | Asturias               | 244 | 110 | 48 | 86 | 547 | 470 | 77   | 268  |
| 5.   | Atlante                | 178 | 84  | 25 | 69 | 451 | 433 | 18   | 193  |
| 6.   | Marte                  | 115 | 41  | 20 | 54 | 261 | 314 | -53  | 102  |
| 7.   | Club México            | 127 | 25  | 29 | 73 | 164 | 320 | -156 | 79   |
| 8.   | Germania               | 116 | 30  | 18 | 68 | 183 | 305 | -122 | 78   |
| 9.   | Aurrerá                | 74  | 21  | 15 | 38 | 92  | 153 | -61  | 57   |
| 10.  | Moctezuma              | 42  | 17  | 7  | 18 | 93  | 99  | -6   | 41   |
| 11.  | Selección Jalisco      | 42  | 16  | 7  | 19 | 99  | 100 | -1   | 39   |
| 12.  | Euzkadi                | 12  | 7   | 1  | 4  | 44  | 33  | 11   | 15   |
| 13.  | Reforma AC             | 16  | 5   | 1  | 10 | 12  | 26  | -14  | 11   |
| 14.  | Veracruz Sporting Club | 14  | 4   | 2  | 8  | 29  | 34  | -5   | 10   |
| 15.  | Tranvías               | 14  | 4   | 1  | 9  | 11  | 20  | -9   | 9    |
| 16.  | Son-Sin                | 16  | 2   | 4  | 10 | 12  | 27  | -15  | 8    |
| 17.  | Luz y Fuerza           | 14  | 2   | 3  | 9  | 10  | 25  | -15  | 7    |
| 18.  | Guerra y Marina        | 14  | 2   | 1  | 11 | 6   | 28  | -22  | 5    |
| 19.  | Leonés                 | 14  | 2   | 1  | 11 | 25  | 52  | -27  | 5    |

| Simbología |
| --- |
| Pos – Posición; PJ – Partidos Jugados; PG - Partidos Ganados; PE - Partidos Empatados; PP - Partidos Perdidos; GF – Goles a Favor; GC – Goles en Contra; DIF – Diferencia de Goles; PTS - Puntos. |

- Solo incluye partidos de temporada regular; No incluye los partidos extra por el título de las temporadas 1923-24, 1925-26, 1931-32 y 1941-42, así como el triangular final por el título de 1933-34.

## Campeones de goleo
| Temporada | Nombre                            | Equipo         | Goles | Juegos | Goles/Juegos |
| --------- | --------------------------------- | -------------- | ----- | ------ | ------------ |
| 1922-23   | Kurt Friederich                   | Germania       | 12    | -      | -            |
| 1923-24   | Daniel Larrazábal                 | Aurrerá        | ?     |        |              |
| 1924-25   | Alfredo García Besné              | América        | 10    | -      | -            |
| 1925-26   | Kurt Friederich                   | Germania       | 11    | -      | -            |
| 1926-27   | Pedro Arruza Miguel Ruiz          | España Necaxa  | 13    | -      | -            |
| 1927-28   | Ernesto Sota                      | América        | 16    | -      | -            |
| 1928-29   | Dionisio Mejía                    | Atlante        | 12    | -      | -            |
| 1929-30   | Ernesto Sota                      | América        | 12    | -      | -            |
| 1930-31   | -                                 |                |       | -      | -            |
| 1931-32   | Juan Carreño Sandoval Julio Lores | Atlante Necaxa | 20    | -      | -            |
| 1932-33   | Julio Lores                       | Necaxa         | 8     | 8      | 1            |
| 1933-34   | José Pacheco                      | Asturias       | 12    | -      | -            |
| 1934-35   | Hilario "Moco" López              | Necaxa         | 17    | -      | -            |
| 1935-36   | Hilario "Moco" López              | Necaxa         | 14    | -      | -            |
| 1936-37   | Hilario "Moco" López              | Necaxa         | 11    | -      | -            |
| 1937-38   | Efraín Ruiz                       | Asturias       | 13    | -      | -            |
| 1938-39   | Miguel Gual                       | España         | 20    | -      | -            |
| 1939-40   | Alberco Mendoza                   | Atlante        | 15    | -      | -            |
| 1940-41   | Martín Vantolra                   | Atlante        | 17    | 14     | 1,21         |
| 1941-42   | Rafael Meza                       | Moctezuma      | 20    | 14     | 1,43         |
| 1942-43   | Manuel Alonso                     | Marte          | 17    | 14     | 1,21         |